# Les Alqueries
les Alqueries (em valenciano) ou Alquerías del Niño Perdido (em castelhano), também conhecido por les Alqueries de la Plana, é um município da Espanha na província de Castelló, Comunidade Valenciana. Tem 12,6 km² de área e em 2021 tinha 4 539 habitantes (densidade: 360,2 hab./km²).

## Demografia
| Variação demográfica do município entre 1991 e 2004 | Variação demográfica do município entre 1991 e 2004 | Variação demográfica do município entre 1991 e 2004 | Variação demográfica do município entre 1991 e 2004 |
| --------------------------------------------------- | --------------------------------------------------- | --------------------------------------------------- | --------------------------------------------------- |
| 1991                                                | 1996                                                | 2001                                                | 2004                                                |
| 3615                                                | 3508                                                | 3594                                                | 3746                                                |